# Ashkal
Le village d’Ashkal (اشكال) est situé dans le district d'Otaqvar, dans le comté de Langarud dans la province de Gilan en Iran. Lors du recensement de 2006, sa population s’élevait à 79 habitants.